# 户板镇区
户板镇区是缅甸掸邦佤自治州户板县下辖的一个镇区，現為佤邦實際控制。治所户板也是原佤自治州的首府。
户板镇区是佤自治州下轄的六個鎮區之一。原被緬甸政府劃入滾弄縣，2011年户板县成立後，改隸戶板縣。
共有3條主幹道經過戶板鎮區，分別是長達804英里的戶板-臘戍-曼德勒-東枝-孟賓-邁芒線、長達343英里的戶板-臘戍-當陽-邦康-邁芒線，以及長達257英里的戶板-勐冒-邦康-邁芒線。1995年總人口70720人，其中佤族24024人。
2024年1月4日，缅甸国家管理委员会作出“同意佤邦政府接管户板、班弄地区”的正式决定。1月6日，佤自治州首府户板被缅甸民族民主同盟军占领，同日佤邦联合军进驻户板，自此镇区完全在佤邦控制下。1月10日至11日，佤邦中央政治局委员、勐冒县委书记肖赛保和中央候补委员、佤邦政协主席赵岩道等人率領佤邦代表團前往户板地区，與佤自治州原州長尼纳（Nyi Nat）舉行交接儀式，佤邦正式接管户板、班弄地区。除了南邓特区以外，佤邦将其余区域划归勐冒县管辖。